# Halit Akçatepe
 (mars 2017).
Si vous disposez d'ouvrages ou d'articles de référence ou si vous connaissez des sites web de qualité traitant du thème abordé ici, merci de compléter l'article en donnant les références utiles à sa vérifiabilité et en les liant à la section « Notes et références ».
Halit Akçatepe est un acteur turc, né le 1er janvier 1938 à Üsküdar (Istanbul) et mort le 31 mars 2017 à Istanbul.

## Biographie
Après le Refik Halit Karay Mektebi1, il a étudié au Conservatoire. Il joue dès 1943, à l'âge de 5 ans. Il est diplômé du lycée Saint-Benoît d'Istanbul. En 1956, il fait son service militaire à Rasattepe, qui durera 18 mois.[réf. nécessaire]
En 1960, il joue dans le film Ah Nerede Vah Nerede qui le fit connaitre. En 1963, il crée un film avec Yasak et Gündoğarken. En 1975, il joue le film Hababam Sınıfı.
Vinrent ensuite les films Hababam Sınıfı Sınıfta Kaldı, Hababam Sınıfı Dokuz doğruyor, suivi de Hababam Sınıfı Tatilde. Après plusieurs années, il recommence à jouer, dans la série Kaygısızlar, ainsi que dans les films Hababam Sınıfı Merhaba et Hababam Üç Buçuk.
Il joue dans la série İki Aile où il interprète Numan.

## Théâtre
- Tıpkı sen tıpkı ben
- Töre
- Rosenbergler Ölmemeli

## Cinéma
- Hababam Sınıfı Üç Buçuk (2005)
- Hababam Sınıfı Askerde (2004)
- Hababam Sınıfı Merhaba (2003)
- Siyah Cennet (2000)
- Hoşçakal İstanbul (1996)
- Hayri Beyin Son Aşkı (1993)
- Oyun İçinde Oyun (1993)
- Sürgün (1992)
- Kötü Kader (1987)
- Keriz (1985)
- Şen Dul Şaban (1985)
- Şaban Papuçu Yarım (1985)
- Adile Teyze (1982)
- Umut Dilencisi (1982)
- Buyurun Cümbüşe (1982)
- Dört Geline Dört Damat (1981)
- Talih Kuşu (1981)
- Renkli Dünyalar (1980)
- Dokunmayın Şabanıma (1979)
- Evlidir Ne Yapsa Yeridir (1978)
- Hababam Sınıfı Tatilde (1977)
- Şabanoğlu Şaban (1977)
- Gülen Gözler (1977)
- Bülbül Ailesi (1976)
- Hababam Sınıfı Uyanıyor (1976)
- Süt Kardeşler (1976)
- Tantana Kardeşler (1976)
- Şoför Mehmet (1976)
- Lüküs Hayat (1976)
- Hababam Sınıfı Sınıfta Kaldı (1975)
- Merhaba (1975)
- Hababam Sınıfı (1975)
- Ah Nerede (1975)
- Üç Ahbap Çavuşlar (1975)
- Şaşkın (1974)
- Köyden İndim Şehire (1974)
- Salak Milyoner (1974)
- Evet mi Hayır mı? (1974)
- Kanlı Deniz (1974)
- Mavi Boncuk (1974)
- Yaşar Ne Yaşar Ne Yaşamaz (1974)
- Canım Kardeşim (1973)
- Tarkan Kolsuz Kahraman'a Karşı (1973)
- Yalancı Yarim (1973)
- Oh Olsun (1973)
- Ömer Hayyam (1973)
- Umut Dünyası (1973)
- Sevilmek İstiyorum (1973)
- İyi Döverim Kötü Severim (1972)
- Tarkan Altın Madalyon (1972)
- Üç Sevgili (1972)
- Sev Kardeşim (1972)
- O Ağacın Altında (1972)
- Tatlı Dillim (1972)
- Feryat (1972)
- Bir Varmış Bir Yokmuş (1971)
- Üç Arkadaş (1971)
- Köprüaltı Çocukları (1953)
- Hayat Acıları (1951)
- Güldağlı Cemile (1951)
- İstiklal Madalyası (1948)
- Bir Dağ Masalı (1947)
- Karanlık Yollar (1947)
- Senede Bir Gün (1946)
- Günahsızlar (1944)
- Dertli Pınar (1943)